# Michael Cronin
Michael Cronin (Cranfield, 1942) is een Brits acteur en auteur.

## Biografie
Cronin werd tijdens de Tweede Wereldoorlog geboren in Cranfield. Hij werd opgeleid door de Christelijke Broeders van Ierland in Bristol. Hierna studeerde hij af in Engels aan de Universiteit van Londen.
Cronin maakte in 1968 zijn acteerdebuut in de miniserie Mirror for Our Dreams, waarna hij nog meerdere rollen speelde in televisieseries en films. Hij is vooral bekend van zijn rol als de gymleraar Geoffrey 'Bullet' Baxter in de televisieserie Grange Hill, waar hij in 71 afleveringen speelde (1979-1986). Als theateracteur speelde hij voornamelijk in Engeland, maar Cronin is ook op tournee geweest door Europa, Japan, Amerika, India en Australië.
Cronin is naast acteur ook auteur, hij heeft een aantal jeugdboeken geschreven die zijn uitgegeven door Oxford University Press. De boeken Against the Day (1999), Through the Night (2003) en In the Morning (2005) vormen een serie over hoe Engeland er in de jaren 40 zou hebben uitgezien als het was bezet door de nazi's. Ze volgen de avonturen van twee jongens die betrokken raken in de gevaarlijke wereld van het verzet.

## Filmografie

### Films
Uitgezonderd korte films.
- 2024 Vindication Swim - als kapitein van stoomschip
- 2015 In the Heart of the Sea - als hoofdpreker van de Quakers
- 2013 In Secret - als dokter
- 2012 Candle to Water - als Paul
- 2012 The Raven - als oudere gentleman
- 2010 The Wolfman - als dr. Lloyd
- 2009 Double Identity - als mr. Jacob
- 2013 The Mayor of Casterbridge - als senior commissielid
- 2001 The Discovery of Heaven - als oorlogsdocumentairemaker
- 1999 RKO 281 - als Joseph Willicombe
- 1998 Jeremiah - als Chelkia
- 1998 Goodnight, Mister Tom - als Matthew Parfitt
- 1997 For My Baby - als ondervrager
- 1994 MacGyver: Trail to Doomsday - als dr. Massey
- 1993 Heart of Darkness - als Louette
- 1993 The Hour of the Pig - als donkere vreemdeling
- 1990 The Tragedy of Flight 103: The Inside Story - als Martin Hübner
- 1989 Countdown to War - als Vjatsjeslav Molotov
- 1986 Captive - als McPherson
- 1983 Enemies of the State - als Commander-in-Chief
- 1981 Tiny Revolutions - als cabaretkommediant
- 1980 Hopscotch - als politieagent
- 1980 Invasion - als Spacek
- 1978 What's Up Nurse! - als arbeider
- 1977 Under the Bed - als cateraar
- 1976 Secrets of a Superstud - als dr. Halldenberger
- 1975 The Sexplorer - als dokter
- 1972 Deathmaster - als Mike
- 1971 Brian Rix Presents: Reluctant Heroes - als Schotse soldaat

### Televisieseries
Uitgezonderd eenmalige gastrollen.
- 2008-2011 Merlin - als Geoffrey of Monmouth - 12 afl.
- 2004 My Dad's the Prime Minister - als mr. Speaker - 5 afl.
- 1990-1991 The Wars of the Roses - als diverse karakters - 7 afl.
- 1979-1986 Grange Hill - als mr. 'Bullet' Baxter - 71 afl.
- 1982-1984 The Gentle Touch - als sergeant Dave Bryant - 5 afl.
- 1977 Out of Bounds - als rechercheur-brigadier Green - 5 afl.
- 1974 The Chinese Puzzle - als Hoskins - 5 afl.

- CiNii: DA14494678
- Gemeinsame Normdatei: 1072320797
- International Standard Name Identifier: 0000 0001 1646 7519
- Library of Congress Control Number: nb91342792
- MusicBrainz: 8a3a9d39-ef61-4e69-8a06-731dac504af0
- Nationale Bibliotheek van Israël: 987007325027105171
- Virtual International Authority File: 55288304
- WorldCat: E39PBJv8GgvFW46khRwgRFY3wC